# Albert Tumenov
Albert Tumenov (em russo: Альберт Туменов; Babugent, 26 de dezembro de 1991) é um lutador russo de artes marciais mistas, ele é um pugilista amador e lutador de sambo que atualmente compete no peso-meio-médio do Ultimate Fighting Championship.

## Background
Albert nasceu em 1991 em Cabárdia-Balcária. Ele pertence ao grupo étnico Bálcaro e é sunista. Tumenov é o primeiro filho da família e tem uma irmã mais nova, Asiyat. Seu primo é o Campeão Mundial Amador de Boxe Bibert Tumenov.

## Carreira no MMA

### Começo da carreira
Com a ajuda de seu pai, Tumenov começou a treinar caratê com 6 anos. Após 5 anos treinando caratê, Albert começou a praticar combate corpo-a-corpo. Ele fez sua estréia profissional no MMA quando tinha 18 anos. O técnico de Albert é seu pai Khusein, que é Mestre do Esporte em boxe.

### ProFC
Tumenov enfrentou Kadzhik Abadzhyan em 13 de Fevereiro de 2010. Ele venceu a equilibrada luta por nocaute no primeiro round.
Na segunda luta pela organização, Tumenov enfrentou o wrestler armênio Vahe Tadevosyan em 22 de Outubro de 2012 no ProFC - Union Nation Cup 9. Tumenov venceu a luta por decisão unânime.
Tumenov enfrentou Gocha Smoyan em 22 de Janeiro de 2011. Ele venceu por decisão dividida, apesar de muitos acharem que Smoyan venceu a luta.

### Ultimate Fighting Championship
Em Dezembro de 2013, Tumenov assinou um contrato de quatro lutas com o UFC.
Em sua estréia, Tumenov enfrentou Ildemar Alcântara em 15 de Fevereiro de 2014 no UFC Fight Night: Machida vs. Mousasi. Ele perdeu a luta por decisão dividida.
Tumenov retornou à promoção em 10 de Maio de 2014 no UFC Fight Night: Brown vs. Silva contra Anthony Lapsley. Ele venceu por nocaute no primeiro round.
Para sua terceira luta na organização, Tumenov enfrentou Matt Dwyer em 4 de Outubro de 2014 no UFC Fight Night: MacDonald vs. Saffiedine. Ele venceu a luta por nocaute técnico no primeiro round.
Tumenov enfrentou Nicholas Musoke em 24 de Janeiro de 2015 no UFC on Fox: Gustafsson vs. Johnson. Ele venceu a luta por decisão unânime.
Tumenov era esperado para enfrentar Hector Urbina em 13 de Junho de 2015 no UFC 188. No entanto, uma lesão tirou Urbina do evento e ele foi substituído pelo estreante na promoção Andrew Todhunter.
Tumenov enfrentou Alan Jouban em 3 de Outubro de 2015 no UFC 192 e o venceu por nocaute técnico ainda no primeiro round.
Tumenov enfrentou Lorenz Larkin em 2 de Janeiro de 2016 no UFC 195 e o venceu por decisão dividida.
Tumenov enfrentou Gunnar Nelson em 8 de Maio de 2016 no UFC Fight Night: Overeem vs. Arlovski. ele perdeu por finalização no segundo round.
Tumenov deverá enfrentar Leon Edwards em 8 de Outubro de 2016 ao UFC 204 . [22]

## Títulos

### Combate corpo-a-corpo
- União Russa de Artes Marciais
  - Medalhista de Ouro no Campeonato Russo de Combate corpo-a-corpo de 2009
  - Medalhista de Ouro no Campeonato Russo de Combate corpo-a-corpo de 2013

### Boxe
- Federação Russa de Boxe
  - Medalhista Russo do Campeonato de Cabárdia-Balcária no boxe.
  - Nível Nacional de boxe da Rússia

## Cartel no MMA
| Cartel no MMA   |             |            |
| 22 lutas        | 18 vitórias | 4 derrotas |
| Por nocaute     | 12          | 0          |
| Por finalização | 0           | 2          |
| Por decisão     | 6           | 2          |

| Res.    | Cartel | Oponente           | Método                                    | Evento                                           | Data       | Round | Tempo | Local                | Notas                 |
| ------- | ------ | ------------------ | ----------------------------------------- | ------------------------------------------------ | ---------- | ----- | ----- | -------------------- | --------------------- |
| Vitória | 18–4   | Ismael de Jesus    | Nocaute (soco)                            | ACB 61                                           | 20/05/2017 | 1     | 0:46  | São Petersburgo      |                       |
| Derrota | 17–4   | Leon Edwards       | Finalização (mata-leão)                   | UFC 204: Bisping vs. Henderson II                | 08/10/2016 | 3     | 3:01  | Manchester           |                       |
| Derrota | 17–3   | Gunnar Nelson      | Finalização (mata-leão)                   | UFC Fight Night: Overeem vs. Arlovski            | 08/05/2016 | 2     | 3:15  | Roterdão             |                       |
| Vitória | 17–2   | Lorenz Larkin      | Decisão (dividida)                        | UFC 195: Lawler vs. Condit                       | 02/01/2016 | 3     | 5:00  | Las Vegas, Nevada    |                       |
| Vitória | 16–2   | Alan Jouban        | Nocaute (chute na cabeça e socos)         | UFC 192: Cormier vs. Gustafsson                  | 03/10/2015 | 1     | 2:55  | Houston, Texas       | Performance da Noite. |
| Vitória | 15–2   | Nicholas Musoke    | Decisão (unânime)                         | UFC on Fox: Gustafsson vs. Johnson               | 24/01/2015 | 3     | 5:00  | Estocolmo            |                       |
| Vitória | 14–2   | Matt Dwyer         | Nocaute (chute na cabeça e socos)         | UFC Fight Night: MacDonald vs. Saffiedine        | 04/10/2014 | 1     | 1:03  | Halifax, Nova Scotia |                       |
| Vitória | 13–2   | Anthony Lapsley    | Nocaute (soco)                            | UFC Fight Night: Brown vs. Silva                 | 10/05/2014 | 1     | 3:56  | Cincinnati, Ohio     |                       |
| Derrota | 12–2   | Ildemar Alcântara  | Decisão (dividida)                        | UFC Fight Night: Machida vs. Mousasi             | 15/02/2014 | 3     | 5:00  | Barueri              |                       |
| Vitória | 12–1   | Yasubey Enomoto    | Nocaute Técnico (chute na cabeça e socos) | Fight Nights - Battle of Moscow 13               | 26/10/2013 | 1     | 3:52  | Moscou               |                       |
| Vitória | 11–1   | Roman Mironenko    | Nocaute Técnico (socos)                   | Fight Nights - Battle of Moscow 12               | 20/06/2013 | 1     | 2:43  | Moscou               |                       |
| Vitória | 10–1   | Viskhan Amirkhanov | Nocaute Técnico (socos)                   | Tech-Krep Fighting Championship - Southern Front | 02/03/2013 | 1     | 0:38  | Krasnodar            |                       |
| Vitória | 9–1    | Rasul Shovkhalov   | Nocaute Técnico (socos)                   | MMA South Russian Championship                   | 08/12/2012 | 1     | 3:38  | Krasnodar            |                       |
| Vitória | 8–1    | Yuri Kozlov        | Nocaute Técnico (socos)                   | MMA South Russian Championship                   | 23/09/2012 | 1     | 1:39  | Khabarovsk           |                       |
| Vitória | 7–1    | Ashamaz Kanukoev   | Nocaute (socos)                           | PRB FCF MMA - Russian Championship               | 24/08/2012 | 2     | 2:05  | Nalchik              |                       |
| Vitória | 6–1    | Kazavat Suleymanov | Decisão (unânime)                         | PRB FCF MMA - Russian Championship               | 08/06/2012 | 3     | 5:00  | Gudermes             |                       |
| Vitória | 5–1    | Islam Dadilov      | Nocaute Técnico (socos)                   | PRB FCF MMA - Russian Championship               | 08/06/2012 | 1     | 2:37  | Gudermes             |                       |
| Derrota | 4–1    | Murad Abdulaev     | Decisão (unânime)                         | FCF - CIS Pro Tournament                         | 15/05/2011 | 2     | 5:00  | Nalchik              |                       |
| Vitória | 4–0    | Gocha Smoyan       | Decisão (dividida)                        | ProFC - Union Nation Cup 12                      | 22/01/2011 | 3     | 5:00  | Tbilisi              |                       |
| Vitória | 3-0    | Said Khalilov      | Decisão (unânime)                         | ProFC - Union Nation Cup 11                      | 25/12/2010 | 2     | 5:00  | Babruysk             |                       |
| Vitória | 2–0    | Vahe Tadevosyan    | Decisão (unânime)                         | ProFC - Union Nation Cup 9                       | 22/10/2010 | 2     | 5:00  | Nalchik              |                       |
| Vitória | 1–0    | Kadzhik Abadzhyan  | Nocaute Técnico (socos)                   | ProFC - Union Nation Cup 5                       | 13/02/2010 | 1     | 2:02  | Nalchik              |                       |